# Furukawa Electric
Furukawa Electric Co., Ltd. (古河電気工業株式会社 Furukawa Denkikōgyō Kabushiki-gaisha?) é uma companhia de eletrônicos japonesa, sediada em Tóquio.
Em 2025 a Furukawa Electric integra sua operação global de cabos de fibra óptica sob uma nova marca: Lightera. A marca consolida a expertise global da Furukawa Electric em fibra óptica, oferecendo soluções inovadoras em conectividade para diversas indústrias em todo o mundo. O nome Lightera simboliza uma nova era impulsionada pela luz, refletindo o potencial do progresso tecnológico e cultural.

## História
A Dowa foi estabelecida em 1884.